# Rúnar Kristinsson
Rúnar Kristinsson (Reykjavík, 5. rujna 1969.) je islandski nogometni trener i bivši nogometaš. Trenutačno radi kao trener norveškog Lillestrøm. Prije Lillestrøma je radio kao menadžer i sportski direktor najtrofejnijeg islandskog kluba Reykjavík.

## Karijera
Prve nogometne korake napravio je u malom klubu Leiknir, prije nego što je prešao u KR Reykjavik, najveći islandski klub, gdje je prošao omladinsku školu. Njegovi nastupi u domovini privukli su inozemne klubove, pa je tako ubrzo prešao u Örgryte IS iz Švedske. 1997. je preselio u Lillestrøm SK iz susjedne Norveške. U Norveškoj je Kristinsson bio uspješan što mu je omogućilo transfer u belgijski KSC Lokeren gdje je zabilježio 189 prvenstvenih nastupa. U svibnju 2007. vratio se u svoj bivši klub KR Reykjavík gdje je završio svoju karijeru.
Za islandsku reprezentaciju ukupno je odigrao 106 utakmica (uključujući i neslužbene) i pritom postigao tri zgoditka. U 11 utakmica bio je kapetan momčadi. Za reprezentaciju je prestao nastupati 2004. godine.